# إستير بارك
استير بارك (هانغل: ; هانجا: 에스더 박) هي طبيبة كوريّة (وُلدت 16 مارس 1876 أو 1877 - 13 أبريل 1910)؛ كانت أول امرأة تمارس الطب الغربي في البلاد.

## بدايه حياتها
وُلدت كيم جيون دونغ في 16 مارس 1876 (أو، وفقًا لمصادر أخرى - 16 مارس 1877 أو 1879) في منطقة سيول في جيونغ دونغ، كانت الأصغر في عائلة مكونة من أربع بنات. عمل والد كيم مع المبشر الأمريكي هنري أبينزيلر. في عام 1886 أرسل ابنته للدراسة في مدرسة إيوها الثانوية للبنات التي أسستها ماري إف سكرانتون. سمح لها والدها بالدراسة لكن بشرطين: مُنعت من الذهاب إلى الولايات المتحدة، وترك المدرسة قبل الزواج.كانت كيم طالبه متفوقه ولا سيما في اللغة الإنجليزية.عندما قامت الطبيبة التبشيرية الأمريكية روزيتا شيروود هول بزيارة المدرسة، طُلب من كيم العمل كمترجمة لها. أعجبت كيم بجراحة شيروود هول لتصحيح الشفة المشقوقة والحنجرة المشقوقه، وبدأت كيم تحلم بوظيفة طبية. أقنعت شيروود هول كيم بأن الكوريين يعانون من المحظورات الكونفوشيوسية التي لم تسمح لهم بأن يعالجوا بشكل صحيح

## في مجال العمل
قدم شيروود هول كيم إلى بارك يوسان (박유산 الذي عملت مع زوجها وفي 24 مايو 1893، تزوجته كيم جيون دونغ في أول حفل( زفاف على الطراز الغربي في كوريا. بعد الزفاف، أخذت اسم إستر بارك، مضيفة اسم زوجها إلى الاسم الذي تم تعميده تحته. في عام 1894، عادت شيروود إلى نيويورك، وأخذت معها استير ويوسان. تخرجت إستر بارك من مدرسة لمدة عام في نيويورك حيث درست اللاتينية والفيزياء والرياضيات. في عام 1900، تخرجت بارك من كلية الطب النسائية في بالتيمور، كأول امرأة كورية تحصل على شهادة الطب في الولايات المتحدة.دعم زوجها تعليم بارك الطبي، لكنه مات من مرض السل قبل نصف عام من تخرجها.. بعد حصولها على الشهادة، عادت بارك إلى كوريا واستقرت في أول مستشفى نسائي في البلاد، بوغو-يوغوان (الكورية: 보구 여관 ؛ هانجا: 普 救 女 館)، في سول، بالقرب من دونغ ديمون. لمدة عشرة أشهر من العمل هناك، ساعدت الدكتوره بارك أكثر من 3000 مريض، ثم انتقل في عام 1901 إلى بيونغ يانغ، حيث أنشأت شيروود هول مستشفى جديدًا. سافر بارك في جميع أنحاء كوريا، بما في ذلك خلال وباء الكوليرا، لمساعدة المرضى مجانًا. بالإضافة إلى العمل الرئيسي، قامت أيضًا بأنشطة تعليمية وتدريسية، لتدريس الجيل الأول من الطبيبات الكوريات. قدمت بارك محاضرات عامة التي شددت فيها على أهمية التثقيف الصحي والتعليم للمرأة، والترويج للمسيحية.توفيت إستر بارك بمرض السل في أبريل 1910، عن عمر يناهز 34 عامًا

## التقديرات والجؤائز
في 28 أبريل 1909، تم الاحتفال بإستير بارك واثنتين من النساء الكوريات الرائدات بحفل (ها-رن-سا) بحضور الأمبراطور جوجونج بارك الذي منحها الميدالية الفضيه
كان بارك أحد الشخصيات التاريخية التي ظهرت في أحد العروض تبشيرية بعنوان «سحابة من الشهود» من تأليف دورا باترسون، تم أداؤها في هازلتون، بنسلفانيا عام 1933. في عام 2006، أدرجت الأكاديمية الكورية للعلوم استير بارك إلى قاعة مشاهير العلوم والتكنولوجيا الكورية.
في عام 2008، أنشأت لجنة خريجي جامعة ايوهوا لاناث ميدالية استير بارك، التي تمنح للنساء اللواتي تخرجن من الجامعة وأصبحن طبيبات